# Le Dîner des vampires
Pour plus de détails, voir Fiche technique et Distribution.
Le Dîner des vampires (Eat Locals) est une comédie horrifique britannique de Jason Flemyng, sortie en 2017.

## Synopsis
En retrouvant la ravissante cougar Vanessa pour un rendez-vous romantique, Sebastian ne se doute pas qu'elle est en réalité un vampire et qu'elle l'a choisi pour intégrer son clan. Mais une fois sur place, il ne fait pas l'unanimité auprès des buveurs de sang et devient leur proie. La situation empire lorsque des chasseurs de vampires débarquent pour exterminer ce nid de vampires. Ils se retrouvent piégés dans une ferme isolée...

## Fiche technique
- Titre anglais: Eat Locals
- Titre français : Le Dîner des vampires
- Réalisation : Jason Flemyng
- Scénario : Danny King
- Musique : James Seymour Brett
- Photographie : Chas Bain
- Montage : Alex Fenn
- Décors : Charlotte Taylor
- Costumes : Sophie Canale
- Production : Neal Jones, Rod Smith et Jonathan Sothcott
- Sociétés de distribution : Marco Polo Distribution
- Pays d'origine :  Royaume-Uni
- Langue originale : anglais
- Format : Couleurs
- Genre : comédie horrifique
- Durée : 100 minutes
- Dates de sortie :
  - France : 12 juillet 2017 (DVD)

## Distribution
- Charlie Cox : Henry
- Mackenzie Crook (VF : Jérémy Prévost) : Larousse
- Tony Curran : Peter Boniface
- Freema Agyeman : Angel
- Eve Myles : Vanessa
- Billy Cook : Sebastian
- Dexter Fletcher (VF : Waléry Doumenc): Mr. Thatcher
- Vincent Regan : Le Duke
- Nick Moran : Private Rose
- Nicholas Rowe : Private Gary
- Ruth Jones : Mrs. Thatcher
- Annette Crosbie : Alice
- Tine Stapelfeldt : Lucy
- Jordan Long : Thomas
- Ben Starr : Private Crown
- Elly Fairman : Mina
- Rhys Parry Jones : Private Jones
- Danny King : Private Woodcock
- Lukaz Leong : Chen
- Simon Allix : Private Putney
- Rocci Williams : Private Frost
- Roman Clark : Mick
- Kavan Stables : Nick
- Dean Kember : Private Stoker
- Johnny Palmiero : 18
- Robert Portal : Bingham